# Kelly Bishop
Kelly Bishop (Colorado Springs, Colorado, 28 de febrero de 1944) es una actriz estadounidense de teatro, cine y televisión. Ha participado en muchos papeles memorables en películas, televisión y teatro desde su actuación como parte del elenco original en uno de los musicales más exitosos de Broadway, A Chorus Line.

## Biografía
Nativa de Colorado Springs, creció en Denver, Colorado, donde se educó para ser bailarina de ballet. A los 18 años fue a Nueva York y se presentó a una audición gracias a la que consiguió su primer trabajo como bailarina, permaneciendo alrededor de un año en la compañía de ballet Radio City Music Hall. Después de eso trabajó en clubes nocturnos hasta que en 1967 consiguió incorporarse al elenco de Golden Rainbow, su primer papel en Broadway. 
Su gran oportunidad vino cuando la contrataron como la sexy y cortante Sheila en A Chorus Line. El premio Tony que ganó le dio la confianza necesaria para eventualmente mudarse a Los Ángeles y seguir desarrollando su carrera como actriz. 
No tuvo que transcurrir mucho tiempo para que la contrataran para trabajar junto a Jill Clayburgh en el drama de Paul Mazursky Una mujer descasada (1978). A partir de allí  continuó teniendo papeles de madre como: la madre de Jennifer Grey en la exitosa película Dirty Dancing, la de Howard Stern en la comedia de Betty Thomas Private Parts, y la de Tobey Maguire en Wonder Boys.
En televisión, Bishop ha actuado en la serie The Thorns, y encarnó a la madre de Lisa Ann Walter en el programa My Wildest Dreams. También ha sido estrella invitada  en series como Law & Order, Law and Order: Special Victims Unit y Murphy Brown; y ha tenido papeles recurrentes en All My Children, One Life to Live, Another World y As the World Turns. 
Su extenso historial en el teatro incluye participaciones como un papel principal en la producción de Broadway Six Degrees of Separation, al igual que en otras producciones como Proposals, la ganadora del premio Tony The Last Night of Ballyhoo, Bus Stop y Precious Sons. También ha actuado en numerosos teatros regionales y producciones off-Broadway. Y por supuesto, uno de sus papeles más conocidos es el de Emily Gilmore, madre de Lorelai y abuela de Rory en la serie Gilmore Girls.
En febrero de 2024, anunció la publicación de su memoria titulada: The Third Gilmore Girl para el 16 de septiembre del mismo año.

## Vida personal
Bishop reside en South Orange, New Jersey. Estuvo casada con el presentador de televisión, Lee Leonard, hasta su fallecimiento en 2018.

## Filmografía

### Cine
| Año  | Título                              | Papel             | Notas |
| ---- | ----------------------------------- | ----------------- | ----- |
| 1966 | Step Out of Your Mind               | Missy Linden      |       |
| 1978 | An Unmarried Woman                  | Elaine Liebowitz  |       |
| 1982 | O'Hara's Wife                       | Beth Douglas      |       |
| 1986 | Solarbabies                         | Tutor Nover       |       |
| 1987 | Dirty Dancing                       | Marjorie Houseman |       |
| 1988 | Me and Him                          | Eleanor Aramis    |       |
| 1991 | Queens Logic                        | Maria             |       |
| 1993 | Six Degrees of Separation           | Adele             |       |
| 1995 | Miami Rhapsody                      | Zelda             |       |
| 1995 | Cafe Society                        | Mrs. Jelke        |       |
| 1997 | Private Parts                       | Ray Stern         |       |
| 1999 | My X-Girlfriend's Wedding Reception | Sylvia Wienstein  |       |
| 2000 | Blue Moon                           | Peggy's Mother    |       |
| 2000 | Wonder Boys                         | Amanda Leer       |       |
| 2011 | Friends with Kids                   | Marcy Fryman      |       |
| 2011 | A Novel Romance                     | Lily Sparks       |       |
| 2014 | Saint Janet                         | Janet Turner      |       |

### Televisión
| Año       | Título                            | Papel                 | Notas                                                  |
| --------- | --------------------------------- | --------------------- | ------------------------------------------------------ |
| 1976      | Hawaii Five-0                     | Char                  | Episodio: "Oldest Profession - Latest Price"           |
| 1981      | Advice to the Lovelorn            | Rita Borden           | Película para televisión                               |
| 1982      | Hart to Hart                      | Laura                 | Episodio: "Hart of Diamonds"                           |
| 1983      | The New Odd Couple                | Charity               | Episodio: "Murray's Hot Date"                          |
| 1984      | Kate & Allie                      | Paulette              | Episodio: "Baby"                                       |
| 1985      | The Recovery Room                 | Kaye Brenner          | Película para televisión                               |
| 1987      | As the World Turns                | Grace Wescott Andrews | Protagonista                                           |
| 1988      | The Thorns                        | Ginger Thorn          | Protagonista (12 episodios)                            |
| 1989      | One Life to Live                  | Serena Wyman          | 1 episodio                                             |
| 1990      | The Baby-Sitters Club             | Flora                 | Episodio: "Claudia and the Secret Passage"             |
| 1992      | ABC Afterschool Special           | Roxanne Holden        | Episodio: "Summer Stories: The Mall - Part 1"          |
| 1992      | Law & Order                       | Marian Borland        | Episodio: "Intolerance"                                |
| 1992      | Murphy Brown                      | Connie Silverberg     | Episodio: "Me Thinks My Parents Doth Protest Too Much" |
| 1995      | All My Children                   | Freida Landau         | Protagonista                                           |
| 1995      | My Wildest Dreams                 | Gloria James          | Recurrente (5 episodios)                               |
| 1996      | One Life to Live                  | Dr. Robbins           | 1 episodio                                             |
| 2000      | Law & Order: Special Victims Unit | Registrar             | Episodio: "Slaves"                                     |
| 2000–2007 | Gilmore Girls                     | Emily Gilmore         | Principal (110 episodios)                              |
| 2008–2009 | Law & Order: Special Victims Unit | Julia Zimmer          | 2 episodios                                            |
| 2009      | Army Wives                        | Jean Calhoun          | Episodio: "Operation: Tango"                           |
| 2010      | Mercy                             | Lauren Kempton        | 4 episodios                                            |
| 2010      | The Good Wife                     | Mrs. Kent (voz)       | Episodio: "VIP Treatment"                              |
| 2012–2013 | Bunheads                          | Fanny Flowers         | 13 episodios                                           |
| 2015      | Sex & Drugs & Rock & Roll         | Elizabeth             | Episodio: "Supercalifragilisticjuliefriggingandrews"   |
| 2015      | Flesh and Bone                    | Mrs. Hawthorn         | Episodio: "F.U.B.A.R."                                 |
| 2015–2016 | The Good Wife                     | Bea Wilson            | 2 episodios                                            |
| 2016      | Gilmore Girls: A Year in the Life | Emily Gilmore         | 4 episodios                                            |
| 2021      | Halston                           | Eleanor Lambert       | 1 episodio                                             |
| 2022–2023 | La maravillosa Señora Maisel      | Benedetta             | 3 episodios                                            |
| 2023      | The Watchful Eye                  | Mrs. Ivey             | 10 episodios                                           |
| 2024      | Shrinking                         | Susan                 | 1 episodio                                             |
| 2025      | Étoile                            | Madre de Jack         | Recurrente                                             |

### Teatro
| Año  | Obra                       | Papel                                | Notas |
| ---- | -------------------------- | ------------------------------------ | --- |
| 1968 | Golden Rainbow             | Cat-Girl/Dancer                      | Shubert Theatre |
| 1968 | Promises, Promises         | Clancy's Lounge Patron/Company Nurse | Shubert Theatre |
| 1968 | Precious Sons              | Bea (standby)                        | |
| 1971 | On the Town                | Dance Ensemble                       | Imperial Theatre |
| 1975 | A Chorus Line              | Sheila                               | Shubert Theatre Premio Tony a la mejor actriz de reparto en un musical Premio Drama Desk a la mejor actriz en un musical |
| 1990 | Six Degrees of Separation  | Kitty/Louisa "Ouisa" Kittredge       | Vivian Beaumont Theater                                                                                                  |
| 1996 | Bus Stop                   | Grace Hoylard                        | 29 actuaciones |
| 1997 | The Last Night of Ballyhoo | Boo Levy                             | Helen Hayes Theatre |
| 1997 | Proposals                  | Annie Robbins                        | Broadhurst Theatre |
| 2011 | Anything Goes              | Mrs. Evangeline Harcourt             | Stephen Sondheim Theatre 9 de agosto de 2011 - 15 de enero de 2012                                                       |